# 제주 송악산 외륜 일제 동굴진지
제주 송악산 외륜 일제 동굴진지는 대한민국 제주특별자치도 서귀포시 대정읍 상모리에 있는 일제강점기의 전쟁관련시설이다. 2006년 12월 4일 대한민국의 국가등록문화재 제317호로 지정되었다.

## 개요
1945년 무렵 건립된 이 시설물은 전략 요충지인 알뜨르 비행장 일대를 경비하기 위한 군사 시설이다. 송악산 외륜에 분포하고 있는 동굴 진지는 모두 13곳에 이르며, 동굴과 출입구의 형태가 지네의 모습을 하고 있다. 총 길이가 1,433m로 제주도 내에서 확인된 일본군 동굴 진지 가운데 두 번째로 규모가 크며, 출입구 수는 41곳으로 제주도 내에서 가장 많다. 일제 강점기의 일본군 군사 시설의 하나로 태평양전쟁 말기, 수세에 몰린 일본이 제주도를 저항 기지로 삼고자 했던 증거를 보여주는 시설물이다.

## 참고 자료
- 제주 송악산 외륜 일제 동굴진지 - 국가유산청 국가유산포털